# Supercoppa italiana 1998 (pallavolo femminile)
La Supercoppa italiana di pallavolo femminile 1998 si è svolta il 26 novembre 1998: al torneo hanno partecipato due squadre di club italiane e la vittoria finale è andata per la terza volta consecutiva al Volley Bergamo.

## Regolamento
Le squadre hanno disputato una gara unica.

## Squadre partecipanti
| Squadra       | Qualificazione                                   | Ultima partecipazione    |
| ------------- | ------------------------------------------------ | ------------------------ |
| Bergamo       | Vincitrice Serie A1 1997-98/Coppa Italia 1997-98 | Supercoppa italiana 1997 |
| Reggio Emilia | Finalista Coppa Italia 1997-98                   | Debutto                  |

## Torneo
| 26 novembre 1998 PalaBigi, Reggio nell'Emilia Durata: ? - Spettatori: ? | Reggio Emilia | 2 - 3 | Bergamo | 12-15, 15-11, 15-3, 14-16, 12-15 |